# Autoportrét s gestem počítání na prstech
Autoportrét s gestem počítání na prstech je autoportrét barokního malíře Petra Brandla.

## Historie
Byl součástí sbírky prof. Dr. Viléma Weise (1835–1891) v Praze. V rukopisném inventáři z osmdesátých let 19. století pod č. 5 - „P. Brandl, Vlastní podobizna na prstech počítajíc“. Roku 1914 reprezentován na výstavě německého umění v Darmstadtu jako majetek ředitele Schuleina z Mnichova pod označením mužský portrét z ruky Jana Kupeckého. A. Matějček roku 1931 autorství přiřazuje Brandlovi a obraz zařazuje do rané tvorby malířovy. Vystaven na exhibici Autoportréty v Alšově síni Umělecké Besedy a roku 1966 byl součástí expozice českého baroku v Miláně. Poněkud složitý osud nejpopulárnějšího portrétu Brandlova je podrobně analyzován Jaromírem Neumannem, až po jeho restauraci, roku 1960.
Archivní doklady z let 1725–1732 mluví o malíři pronásledovaném soudy a věřiteli, o marnotratníku, který si objednává hedvábné kostýmy, o nenapravitelném pijáku vzácných vín a milovníku pochoutek, který se pak dožaduje od klášterních lékárníků nových a nových medicin, aby odstraňoval neblahé důsledky, k nimž vede navyklý způsob žití.

## Popis díla
Autoportrét (1722–1725) Brandlův označen „s gestem počítání na prstech„ alternativně „Vlastní podobizna s gestem rukou“ (olej na plátně o rozměrech 68 × 54) je v majetku Národní galerie v Praze. Obraz byl v roce 1998 zakoupen ze soukromé sbírky a poté vystaven do roku 2019 ve Schwarzenberském paláci v Praze na Hradčanech. Naposledy byl vystaven na souborné malířově výstavě Petr Brandl: Příběh bohéma konané od 20. 10. 2023 do 11. 2. 2024.
Téměř šedesátiletý malíř se znázornil v sametové pokrývce hlavy, jejíž okraj je ozdoben vydří kožešinou, a oděn v tmavě šedozeleném kabátci zdobeném zlatem. Pohublá tvář Brandlova je zvýrazněna tmavým obočím a kruhy pod očima, unavené oči vizuálně doplňuje nos a malinově smyslné rty s nevýraznou bradou. Sebejistá vnitřní expresivnost autoportrétu v držení těla a Brandlova pohledu na diváka je navýšena gestem počítajících (symbolika času) pěstěných prstů - povahovým rysem typicky brandlovsky věčně neukojeného dychtivce po neřestných radostech barokního životaběhu. Zvláštní výrazová naléhavost se neustále přetavuje mezi moudrým poznáním a absencí rezignace - melancholie. Nejsugestivnějším kmitajícím rysem tohoto díla je hektická reflexe touhy po sebepoznání. Argumentaci výkladu je malířem věnován zájem v precizně složitě vizuálně vystavěném konceptu gesta počítajících prstů, které ho souběžně reprezentují jako synonymum „velkého malíře“ .